# Арутюнян, Арамаис Багратович
Арамаис Багратович Арутюнян — советский хозяйственный, государственный и политический деятель, доктор исторических наук, профессор.

## Биография
Родился в 1910 году в Иджеване. Член КПСС.
С 1929 года — на хозяйственной, общественной и политической работе. В 1929—1946 гг. — пионервожатый, на комсомольской работе, выпускник Ереванского государственного университета, на партийной работе в Армянской ССР, первый секретарь Ленинаканского горкома партии, первый секретарь Ереванского горкома партии, директор Института истории АН Армянской ССР, директор Ереванского заочного педагогического института, заведующий отделом истории партии ЦК КП Армении, заведующий кафедрой истории МГРИ имени Орджоникидзе.
Избирался депутатом Верховного Совета СССР 3-го созыва.
Умер в Москве в 1995 году.